# Список крепостей Сербии
На территории современной Сербии сохранилось около 200 крепостей, отдельных башен и монастырских укреплений, часть из которых была воздвигнута в античные времена. После многочисленных войн и потрясений к настоящему времени в основном уцелели те из них, которые в Средневековье и Новое время сохранили военное значение под властью Османской империи. На протяжении веков они менялись в соответствии с меняющейся тактикой ведения военных действий, при этом многие из них потеряли средневековый облик. Некоторые стали основой для создания городов.

## Список крепостей
| Название                  | Местонахождение                    | Время основания            | Краткое пояснение | Фото |
| ------------------------- | ---------------------------------- | -------------------------- | --- | ---- |
| Бачская крепость          | Бач, Южно-Бачский округ            | 1-я половина XIV века      | Была построена во времена венгерского короля Карла Роберта (1310—1342). Тогда она состояла из стен и восьми башен, также включала в себя здания управляющего, казармы, кухню, колодцы и т. д. Во время восстания Ракоци (1702—1704) крепость была сожжена и разрушена, после чего пришла в запустение. Однако сейчас Бачская крепость является наиболее сохраненной средневековой крепостью в Воеводине. Уцелели четыре боковые башни и одна центральная высотой 18 метров, которая была частично реконструирована |      |
| Белградская крепость      | Белград                            | Начало I века              | Крепость была построена в начале I века нашей эры. На протяжении своей истории была римским укреплением, затем византийской крепостью, в Средневековье — укрепленной столицей Сербской деспотии. После захвата турецкими войсками была превращена в артиллерийское укрепление. В 1867 году по договору с сербскими властями турецкий гарнизон покинул крепость и с того момента она потеряла своё военное значение. Со временем она стала частью Калемегданского парка и в настоящее время представляет собой культурно-историческую локацию, включающую в себя несколько музеев.                                                                                       |      |
| Бистрички-Вишеград        | Призрен, Призренский округ         | XII век                    | Старинное укрепление было расширено царем Душаном Сильным в середине XV века. После завоевания османами, крепость постепенно пришла в упадок, от неё остались только руины. Во время археологических раскопок были найдены остатки церкви Святого Николая, упоминаемой в документах короля Милутина, и ещё нескольких зданий. |      |
| Вршачка Кула              | Вршац, Южно-Банатский округ        | 1439 год                   | Предположительно, замок воздвиг Георгий Бранкович после захвата турками Смедерева. замок выполнял свои военные функции и после захвата турками, и после взятия австрийцами. Так как его не смогли перестроить для размещения артиллерии, после 1718 года замок был оставлен. Во времена СФРЮ в замке были проведены консервационные и реставрационные работы. |      |
| Борачская крепость        | Борач, Шумадийский округ           | 2-я половина XIV века      | Дата основания крепости неизвестна, впервые упоминается в 1389 году наряду с другими крепостями, занятыми венгерскими войском. Особое значение крепость приобрела в период Деспотии, когда её укрепил деспот Джурадж Бранкович. После падения Белграда и Голубаца Борач оставалась единственным крупным укреплением в северной части страны. В 1438 году крепость захватил и разрушил султан Мурад II. |      |
| Голубацкая крепость       | Борский округ                      | XIV век                    | Была построена в XIV веке на берегу Дуная близ Железных ворот, между сербскими городами Голубац и Кладово. В крепости девять башен, высота которых колеблется от 20 до 25 метров, из них наиболее древними считаются пять. Башни соединяются спускающимися с утёса к реке каменными стенами, ширина которых достигает 280 см. |      |
| Звечанская крепость       | Звечан, Косовско-Митровицкий округ | Античность                 | Крепость состояла из трёх частей. На самой вершине горы располагался Верхний город с пятью башнями, внутри которого находилась церковь Святого Георгия и два резервуара для воды. Возле церкви Святого Георгия Стефан Неманя в конце XII века выстроил и церковь Святого Стефана. Ниже Верхнего города находился Нижний город с укреплёнными стенами и жилыми помещениями. «Пригород» находился у подножия горы, имел рыночную площадь, колодцы для воды и подземные ходы к берегу Ибара, чтобы город можно было покинуть в случае осады. В «пригороде» располагалась церковь Святого Димитрия, от которой всё подгорное поселение получило позже название «Митровица». |      |
| Зеленград                 | Вучье, Ябланичский округ           | Античность                 | Крепость принадлежала знаменитому воеводе Николе Скобальичу, успешно воевавшему с Османской империей. Сохранились руины, датируемые XV столетием. |      |
| Кладовски-Град            | Кладово, Борский округ             | 1524 год                   | Была воздвигнута турками в 1524 году как плацдарм для захвата приграничных венгерских областей и вторжения в Трансильванию. Помимо этого, крепость выполняла и оборонительную функцию вместе с такими укреплениями как Смедерево, Кулич, Рам и Голубац. Во время австро-турецких войн в 1717—1737 годах крепость вновь стала важным военным центром, была расширена и получила шесть новых бастионов. Очередное увеличение и усиление она пережила в 1818 году, после двух сербских восстаний. В 1867 году вместе с ещё шестью крепостями она была передана князю Михаилу Обреновичу.                                                                                   |      |
| Магличская крепость       | Ибарское ущелье, Рашский округ     | XIII век                   | Расположена на верху скалы, с трех сторон окруженной течением реки Ибар на высоте около 100 метров от дна ущелья и старого караванного пути из Косово-Поля в северную Сербию, ныне — автодороги, связывающей Косово и Метохию и Белград. Крепость имеет 8 башен, связанных стенами, и двое ворот — главные въездные и небольшие ворота для вылазок. Внутри стен находятся остатки жилых строений, церкви Святого Георгия и резервуаров для воды. Осенью 2010 года Министерством иностранных дел Италии и властями города Кралева было объявлено о совместном финансировании реставрации Маглича                                                                         |      |
| Милешевац                 | Близ монастыря Милешева            | 1-я половина XIII столетия | Крепость была основана в 1-й половине XIII столетия одновременно с монастырем Милешева. Однако в источниках впервые упоминается в 1444 году. Основной задачей крепости была защита монастыря и так называемого «боснийского пути», связывавшего Сьеницу и Приеполье. В 1976—1980 годах археологи из Белграда провели в крепости консервационно-реконструкторские работы. |      |
| Нишская крепость          | Ниш                                | 1719—1723 гг.              | Крепость была воздвигнута турками на остатках античных и средневековых укреплений. Служила местом размещения военного гарнизона вплоть до 1950 года Является важным историческим и археологическим памятником. |      |
| Новипазарская крепость    | Нови-Пазар                         | Середина XV века           | Крепость воздвиг Иса бег Исхакович в середине XV века на перекрестке путей, связывающих Боснию, Дубровник и города на побережье Южной Адриатики с Константинополем и Салониками. Первоначально крепость была деревянным укрепление на берегу реки Рашки, однако на рубеже XVII—XVIII веков были воздвигнуты каменные бастионы с позициями для артиллерийских орудий. Крепость пострадала в годы Первой мировой войны, тогда была разрушена башня северного бастиона. В 1970-е годы Институт защиты памятников культуры из Кралева провел в крепости консервационные работы.                                                                                             |      |
| Петроварадинская крепость | Нови-Сад, Воеводина                | 1692 год                   | Была заложена для обороны империи Габсбургов от турок в 1692 году принцем Круи. «Венгерский Гибралтар» представлял собой ключевое фортификационное сооружение на австро-турецкой границе. Во время революционных волнений 1848-49 гг. в крепости затворились инсургенты. После этого в военных целях она не использовалась. С 2001 года на территории Петроварадинской крепости проходит международный музыкальный фестиваль EXIT. |      |
| Смедеревская крепость     | Смедерево, Подунайский округ       | 1428 год                   | Выстроена крепость в первой половине XV века деспотом Джураджом Бранковичем. В 1459 году была захвачена Османской империей. В 1867 году, во время правления князя Михаила Обреновича, ключи от Смедеревской крепости были возвращены Сербии. Во время Второй мировой войны немецкие войска использовали крепость для хранения боеприпасов. 5 июня 1941 года боеприпасы взорвались и уничтожили часть крепостных сооружений. При взрыве погибло около 2 500 человек и более 5 000 было ранено. В 1944 году бомбёжка авиации Союзников вызвала ещё большие повреждения крепости.                                                                                          |      |
| Сталачская крепость       | Сталач, Расинский округ            | 2-я половина XIV века      | Считается, что крепость и церковь близ неё на остатках античного города воздвиг князь Лазарь Хребелянович. Вместе с ними на склонах горы некогда были около 70 церквей и монастырей. В 1413 году крепость захватили и разрушили турки во время похода на Крушевац. Спустя 20 лет остатки некогда мощной твердыни описал Б. де ла Брокийер, а в XIX веке это сделал Феликс Каниц. |      |
| Ужицкая крепость          | Ужице                              | 2-я половина XIV века      | Была построена для защиты города Ужице и важного торгового пути, связывающего Моравскую долину с Боснией, Герцеговиной и городами на побережье Адриатики. В 1863 году крепость со всеми укреплениями была взорвана турецкими войсками, покидающими этот район. В настоящее время в летние месяцы в крепости проводятся импровизированные театральные выступления. |      |
| Шарен-Град                | Крушевац                           | 1381 год                   | Предположительно, крепость воздвиг князь Лазарь Хребелянович. На протяжении конца XIV и всего XV столетия она была местом ожесточенных сражений и неоднократно меняла владельца. Спустя несколько веков часть уцелевших стен была разобрана местными жителями на строительные материалы для своих домов. |      |